# Szydłowo Krajeńskie
Szydłowo Krajeńskie – przystanek kolejowy w Jaraczewie w województwie wielkopolskim, w Polsce.

## Ruch pasażerski
| Rok  | Wymiana pasażerska na dobę |
| ---- | -------------------------- |
| 2017 | 0-9                        |
| 2022 | 0-9                        |

## Połączenia
- Szczecinek
- Piła Główna
- Wałcz
- Szczecin
- Bydgoszcz
- Stargard